# 日語中的侮辱語言
日语中的髒話可能涉及將人指代為糞便，或者旨在通過對聽者的能力、智力或外表做負面評價以貶低他們。  此外，日語交流中有不同程度的言語来表示對聽者的禮貌、社會地位和尊重， 被稱作敬語形式（敬語）。  使用不正確的日語形式可以使其本身演變為對聽者的侮辱。 

## 基於語句的侮辱
在日本文化中，社會分層對人們的交流有著重要影響。交流時的語氣，肢體動作，用詞，禮貌程度甚至于交流內容的選擇，都要根據交流對象及情境去評估。而故意不正當使用之則可能會冒犯聽者。

### 代詞及後綴
與英語相比，日語中很少使用代詞。相反，日文使用者會用姓氏來稱呼另一個人，無論是第二人稱或第三人稱。然而，當指涉個人時，代名詞後綴的使用可以用來表示禮貌程度。
例如，我們說“對不起，石山老師，我聽不清，麻煩您能將聲音提高一點嗎？”，錯誤翻譯如下：
（1）（Ishiyama-sensei, sumimasen ga watashi wa anata wo kikoemasen. Anata wa motto ōkii koe de hanashitekuremasen ka?）
日語有迴避代名詞的現象，即在日語中直接使用代名詞交流通常過於直接，會被認為奇怪甚至無禮。一般交流時不會為自己使用代名詞「私」（watashi，“我”）或為他人使用代名詞「（anata，“你”）」，而是會省略自己的代名詞，並直稱對方的姓氏：
（2）（Ishiyama-sensei, sumimasen ga, kikoemasen. Motto ōkii koe de hanashitekuremasen ka?）
使用姓氏“石山”代替她的全名，並使用「老師」（先生，sensei）作為後綴，表明對石山女士作為老師在社會等級中的優越性的認可。
但，如果有人說：
（3）（Gomen, kikoenai. Motto ōkii koe de itte.）
對於他們的老師來說，這會被認為是非常不禮貌的。沒有提及石山女士的身份，表示說話者認為自己具有與之平等或更高的社會地位。

### 敬語
在不合適的場合使用敬語（或在應使用敬語的地方缺少敬語）也會變為一種侮辱的方式。在上例的「代詞與後綴」（3）句所示一般，發言者對「抱歉」（將 改作 ），「我聽不清」（將  改作 ）及「可以說得…」（將  改作 ）等三詞的變化，將原句從敬語變得帶有侮辱性。
將日語動詞的一般式變化成敬辭式，能讓聽者感受到禮貌。
在原來的例子裡，的一般式是，潛在形式是，對應否定式為，否定形式的敬語化則為，就像上文（1）句所言。而在（3）句中，發言者沒有對較其地位高的「石山老師」使用敬辭，轉而使用一般否定式，表現出了說話者對石山女士相對於說話者的社會等級地位的漠視。

### 鞠躬

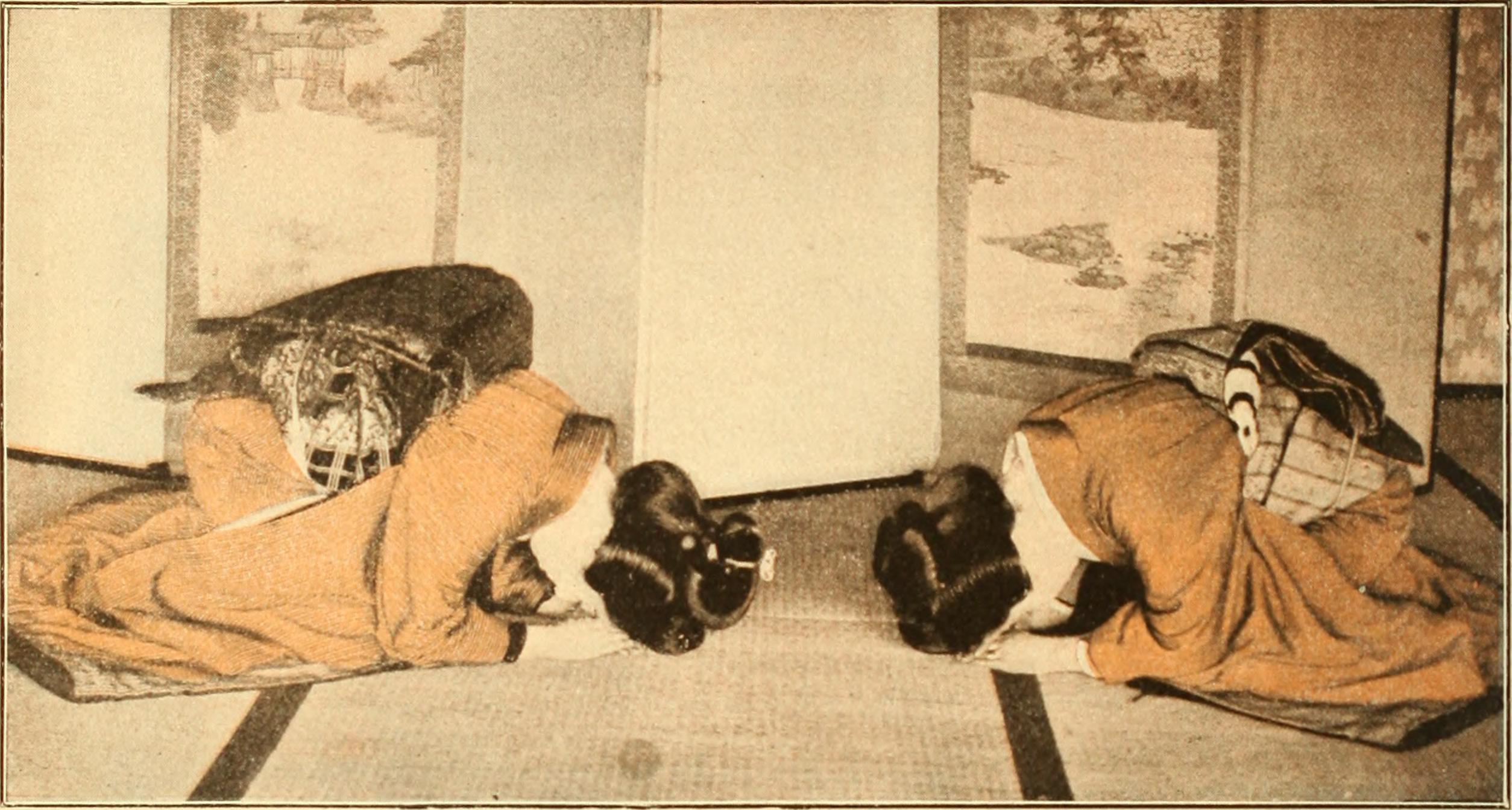
身著和服的日本女性在榻榻米房間內鞠躬打招呼

鞠躬禮在約公元500—800年被引入日本文化，可能與中國佛教傳入日本同時發生。問候他人時的鞠躬已經成為日本文化中的重要部分。在商務會議，正式場合及日常互動等場合，都有特定的習俗以表達謙遜及尊重。
向另一個日本人站立鞠躬（正立，seiritsu）時，背部應保持挺直，雙手擺直在身體兩側，眼睛避免看向地面。坐席狀態時，則應該坐在膝蓋上（正座，seiza），雙手在前方的地面上擺成三角，頭朝雙手緩緩下降。鞠躬時間不宜過長，也不要太操之過急。因此，鞠躬的速度可以推斷出禮貌或粗魯的程度。
鞠躬的角度可以改變其意義。15度的鞠躬被稱作「（eshaku）」，視為問候或閒時問候，可以用在與本人具有同等社會地位的人，如同事或朋友；30度的鞠躬被稱作「（senrei）」，視為表達禮貌，且應當僅在正座時適用，常用在半正式場合；45度的鞠躬被稱作「（keirei）」，表達尊敬，在正座或正立兩種方式下都可進行，是在向雇主等上級打招呼時使用的；而超過45度的深鞠躬稱為「（saikeirei）」，是為覲見天皇或表達深切的敬意或遺憾而保留的。
而在不合適的情景使用過於禮貌恭敬的鞠躬方式可能會表現出蔑視和諷刺，選擇不合適的家庭鞠躬亦會變得冒犯。